# Neofit (patrijarh bugarski)
Patrijarh bugarski Neofit (bug. Неофит Български), svjetovno Simeon Nikolov Dimitrov (bug. Симеон Николов Димитров), (Sofija, 15. listopada 1945. – Sofija, 13. ožujka 2024.) bio je bugarski patrijarh, poglavar Bugarske pravoslavne crkve od 24. veljače 2013. godine do njegove smrti 13. ožujka 2024. Od 2004. do 2013. bio je rusenski mitropolit.
Titula patrijarha glasi: „patrijarh bugarski i mitropolit sofijski“.

## Životopis
Rođen je 15. listopada 1945. u Sofiji kao Simeon Nikolov Dimitrov. Završio je Sofijsku duhovnu seminariju 1965. da bi od 1967. do 1971. studirao na Duhovnoj akademiji Svetog Klimenta Ohridskog u Sofiji. Od jeseni 1971. do 1973. godine bio je na bogoslovskoj specijalizaciji pri katedri „Crkvenog pjevanja" na Moskovskoj duhovnoj akademiji, da bi od 1. rujna 1973. bio predavač crkvenog pjevanja i dirigent studentskog zbora na Duhovnoj akademiji u Sofiji. U Trojanskom manastiru zaleđeno je za monaha 3. kolovoza 1975., kada je dobio ime Neofit. Čin monašenja učinio je osobno blaženopočivši patrijarh Maksim.
Patrijarh Maksim je rukopoložio monaha Neofita u jerođakonski i jeromonaski čin u Sabornoj crkvi Svete Nedelje u Sofiji 1976. godine. Od 1975. on je dirigent svećeničkog zbora, a od 1977. on je viši predavač istočno-crkvenog pjevanja i bogoslužbene prakse na Sofijskoj duhovnoj akademiji. U toj službi ostaje do 1980. godine. U čin arhimandrita uveden je u sofijskoj Sabornoj crkvi 21. studenog 1977. godine. Za vikarnog episkopa Mitropolita sofijskog s titulom Levkijski rukopoložen je 8. prosinca 1985. u patrijaršijskoj katedrali „Svetog Aleksandra Nevskog”.
Počevši od 1. prosinca 1989. godine episkop Neofit je rektor Sofijske duhovne akademije, a 15. srpnja 1991. izabran je za prvog dekana Bogoslovskog fakulteta od kako je 1. srpnja te godine ova visoka bogoslovska škola vraćena u sastav Sofijskog sveučilišta. Na ovom položaju je ostao do siječnja 1992. godine. Naime, od 27. siječnja 1992. episkop Neofit je glavni tajnik Svetog Sinoda. Za Mitropolita dorostolskog i červenskog izabran je 27. ožujka 1994. godine, a kanonski je ustoličen 3. travnja. 
Za Patrijarha Bugarske pravoslavne crkve izabran je 24. veljače 2013. godine s 90 glasova prema 47 koje je dobio mitropolit blovčanski Gavril.
Umro je u sofijskoj bolnici nakon duga vremena bolovanja 13. ožujka 2024.

## Vanjske poveznice
- Službene stranice Bugarske pravoslavne crkve  Arhivirana inačica izvorne stranice od 6. ožujka 2013. (Wayback Machine) (bug.)